# Raanjhanaa
Pour plus de détails, voir Fiche technique et Distribution.
Raanjhanaa  (रांझणा) est un film dramatique indien, réalisé par Aanand L. Rai, sorti en 2013.
Écrit par Himanshu Sharma et produit par Krishika Lulla, le film réunit l'acteur du sud Dhanush et l'actrice du nord Sonam Kapoor dans les rôles principaux. Les dialogues de la version tamoule ont été écrits par John Mahendran. La musique du film a été composée par A. R. Rahman. Les paroles hindi ont été écrites par Irshad Kamil et les paroles tamoules par Vairamuthu.
En une semaine, le film ayant généré 5,6 millions de dollars américains en Inde, fut un succès au box office.

## Synopsis
Kundan Shankar (Dhanush) est le fils d'un prêtre tamoul hindou. Depuis sa plus tendre enfance, le jeune homme est passionnément amoureux de la belle Zoya Haider (Sonam Kapoor), une jeune musulmane, fille d'un professeur. Cependant, cet amour est à sens unique et tourne bientôt à l'obsession.
La ténacité de Kundan finit toutefois par émouvoir Zoya qui lui manifeste enfin de l'affection. Lorsque les parents traditionalistes de la jeune fille ont vent de la romance, ils lui font quitter Bénarès et l'envoie étudier à Delhi.
C'est une Zoya amoureuse d'Akram Zaidi, le leader d'un parti politique, qui revient après avoir terminé ses études à l'université Jawaharlal Nehru (JNU). Kundan met tout en œuvre pour regagner le cœur de Zoya quitte à commettre un acte irréparable.

## Fiche technique
Sauf indication contraire, les informations mentionnées dans cette section peuvent être confirmées par la base de données cinématographiques IMDb,  présente dans la section « Liens externes ».
- Titre : Raanjhanaa
- Titre original : रांझणा
- Réalisation : Aanand L. Rai
- Scénario : Himanshu Sharma
- Direction artistique : Tariq Umar Khan
- Décors : Wasiq Khan
- Costumes : Payal Saluja
- Photographie :  Vishal Sinha, Nataraja Subramanian
- Son : Arun Nambiar
- Montage : Hemal Kothari
- Musique : A.R. Rahman
- Paroles : Irshad Kamil
- Production : Krishika Lulla
- Société(s) de production : Eros International, Yellow Pictures Ltd.
- Budget de production : 350 000 000 ₹
- Pays d'origine :  Inde
- Langues : Hindi, tamoul
- Format : Couleurs - 2,35:1 - DTS / Dolby Digital - 35 mm
- Genre : Drame, romance
- Durée : 140 minutes (2 h 20)
- Dates de sorties en salles : 
  -  France : 21 juin 2013
  -  Inde : 21 juin 2013

## Distribution
- Dhanush : Kundan Shankar
- Sonam Kapoor : Zoya Haider
- Abhay Deol : Jasjeet Singh Shergill/Akram Zaidi
- Swara Bhaskar : Bindiya, amie de Kundan
- Mohammed Zeeshan Ayyub : Murari, ami de Kundan
- Shilpi Marwaha : Rashmi
- Suraj Singh : Anand
- Kumud Mishra : le père de Zoya/Guruji
- Arvind Gaur : Guptaji (cameo)
- Sujata Kumar : la Ministre
- Vipin Sharma : le père de Kundan (cameo)
- Ishwak Singh : le docteur de Lucknow
- Tejpal Singh : le père d'Akram Zaidi
- Nisha Jindal : une étudiante de JNU
- Ginny Singh : un activiste de JNU

## Bande originale
AR Rahman compose la musique d'accompagnement et des chansons.

### Version hindie
Les paroles de la version hindie sont écrites par Irshad Kamil. Le cd sort le 11 juin 2013 sous les labels conjoints Eros Music et Sony Music, il est très bien accueilli par les critiques musicaux.
1. Raanjhanaa interprété par Shiraz Uppal et Jaswinder Singh (4:14)
2. Banarasiya interprété par Shreya Ghoshal, Anwesha Datta Gupta et Meenal Jain (4:49)
3. Piya Milenge interprété par Sukhwinder Singh et le KM Music Conservatory (5:55)
4. Ay Sakhi interprété par Madhushree, Chinmayee, Vaishali Samant et Aanchal Sethi (4:06)
5. Nazar Laaye interprété par Rashid Ali, Neeti Mohan, Nakash Aziz (3:56)
6. Tu Mun Shudi interprété par A. R. Rahman et Rabbi Shergill (4:42)
7. Aise Na Dekho interprété par A. R. Rahman, Karthik (4:16)
8. The Land of Shiva, instrumental (1:10)
9. Tum Tak interprété par Javed Ali, Pooja Vaidyanath et Keerthi Sagathia (5:04)

### Version tamoule
Les paroles de la version tamoule sont écrites par le poète Vairamuthu. Le cd sort le 24 juin 2013 sous les labels conjoints Eros Music et Sony Music.
Les chansons sont interprétées par Naresh Iyer, Swetha Mohan, Sharanya Srinivas, Javed Ali, le KM Music Conservatory, Madhushree, Chinmayee, Vaishali, Pooja Vaidyanath, Sharanya Srinivas, Aanchal Sethi, Karthik, Mili Nair, A. R. Rahman, Mohamed Rafi, Hariharan et Haricharan.

## Distinctions
| Date             | Distinction                   | Catégorie                                     | Nom                                   | Résultat   |
| ---------------- | ----------------------------- | --------------------------------------------- | ------------------------------------- | ---------- |
| 18 décembre 2013 | BIG Star Entertainment Awards | Film romantique le plus divertissant          | Raanjhanaa                            | Nomination |
| 18 décembre 2013 | BIG Star Entertainment Awards | Espoir masculin le plus divertissant          | Dhanush                               | Nomination |
| 18 décembre 2013 | BIG Star Entertainment Awards | Direction musicale la plus divertissante      | A.R. Rahman                           | Nomination |
| 14 janvier 2014  | Screen Awards                 | Meilleure actrice dans un second rôle         | Swara Bhaskar                         | Lauréat    |
| 14 janvier 2014  | Screen Awards                 | Meilleur acteur                               | Dhanush                               | Nomination |
| 14 janvier 2014  | Screen Awards                 | Meilleur acteur dans un second rôle           | Mohammed Zeeshan Ayyub                | Nomination |
| 14 janvier 2014  | Screen Awards                 | Meilleure direction musicale                  | A.R. Rahman                           | Nomination |
| 14 janvier 2014  | Screen Awards                 | Meilleur acteur pour un choix populaire       | Dhanush                               | Nomination |
| 14 janvier 2014  | Screen Awards                 | Meilleure actrice pour un choix populaire     | Sonam Kapoor                          | Nomination |
| 14 janvier 2014  | Screen Awards                 | Meilleure photographie                        | Vishal Sinha, Natarajan Subramaniam   | Nomination |
| 14 janvier 2014  | Screen Awards                 | Meilleure direction artistique                | Wasiq Khan                            | Nomination |
| 14 janvier 2014  | Screen Awards                 | Meilleur son                                  | Arun Nambiar                          | Nomination |
| 14 janvier 2014  | Screen Awards                 | Meilleurs costumes                            | Payal Saluja                          | Nomination |
| 14 janvier 2014  | Screen Awards                 | Meilleure musique d’accompagnement            | A. R. Rahman                          | Nomination |
| 16 janvier 2014  | Producers Film Guild Awards   | Meilleur acteur dans un second rôle           | Abhay Deol                            | Nomination |
| 16 janvier 2014  | Producers Film Guild Awards   | Meilleur direction musicale                   | A. R. Rahman                          | Nomination |
| 16 janvier 2014  | Producers Film Guild Awards   | Meilleure histoire                            | Himanshu Sharma                       | Nomination |
| 16 janvier 2014  | Producers Film Guild Awards   | Meilleur scénario                             | Himanshu Sharma                       | Nomination |
| 16 janvier 2014  | Producers Film Guild Awards   | Meilleur dialogue                             | Himanshu Sharma                       | Nomination |
| 16 janvier 2014  | Producers Film Guild Awards   | Meilleure performance dans un rôle de comique | Mohammed Zeeshan Ayubb, Swara Bhaskar | Nomination |
| 18 janvier 2014  | ETC Bollywood Business Awards | Espoir masculin extrayant                     | Dhanush                               | Lauréat    |
| 20 janvier 2014  | Filmfare Awards               | Meilleur espoir masculin                      | Dhanush                               | Lauréat    |
| 20 janvier 2014  | Filmfare Awards               | Meilleur film                                 | Raanjhanaa                            | Nomination |
| 20 janvier 2014  | Filmfare Awards               | Meilleur réalisateur                          | Anand L. Rai                          | Nomination |
| 20 janvier 2014  | Filmfare Awards               | Meilleure actrice                             | Sonam Kapoor                          | Nomination |
| 20 janvier 2014  | Filmfare Awards               | Meilleure actrice dans un second rôle         | Swara Bhaskar                         | Nomination |
| 20 janvier 2014  | Filmfare Awards               | Meilleur direction musicale                   | A. R. Rahman                          | Nomination |
| 26 avril 2014    | IIFA Awards                   | Meilleur espoir masculin                      | Dhanush                               | Lauréat    |
| 26 avril 2014    | IIFA Awards                   | Meilleure actrice dans un second rôle         | Swara Bhaskar                         | Nomination |